# Wolf Edwards
Wolf Edwards (* 12. November 1972 in Montreal) ist ein kanadischer Komponist.
Edwards studierte an der University of Victoria bei Christopher Butterfield, Michael Longton und John Celona Komposition, bei Harold Krebs Musiktheorie und bei Alexander Dunn klassische Gitarre. Er nahm dann privaten Unterricht bei Gilles Tremblay und erlangte 2002–04 als Stipendiat den Mastergrad in Komposition und Musiktheorie an der University of Victoria. 2005 besuchte er bei der Sommerakademie in Metz Kurse von Pascal Dusapin, Wolfgang Rihm und Hilda Peredes, 2007 auf der Akademie Schloss Solitude Kurse von Chaya Czernowin, Stephen Kazuo Takasugi und Ole Lutzow Holm. Bis 2009 nahm er weiteren Unterricht bei Chaya Czernowin.
Die Werke Edwards’ wurden in Nordamerika und Europa aufgeführt, und er erhielt Kompositionsaufträge u. a. vom Arte Saxophone Quartet, dem Sixxtrum Percussion Ensemble, dem Esprit Orchestra, dem Ensemble Surplus, dem Arditti Quartett, dem Molinari String Quartet, dem Victoria Symphony Orchestra, dem Aventa Ensemble und den Sofia Soloists. Er wurde mit dem Murray Adaskin Prize für Komposition (1997), dem Vancouver Sonic Boom Prize (1998), dem Ersten Preis der Strings of the Future International Composition Competition (2001), dem Dritten Preis beim Molinari Quartet International (2002–03), dem Dritten Preis der Canada Council for the Arts/Canadian Broadcasting Corporation’s Jules Leger Competition für Neue Kammermusik (2005) und dem Ersten Preis der Community Council Composition Competition (2006) ausgezeichnet.

## Werke
- The Road From Mutlaa to Basra für großes Ensemble, 1991
- String Quartet No. 1: on the poem “Fall of the Evening Star” by Kenneth Patchen, 1996
- So It Ends (Gedicht von Kenneth Patchen) für Sopran, 1996
- Stations für Cembalo, 1997
- Arc II, 1998–99
- Arc, 1999–2000
- Island, 2002–03
- Iskra, 2002–03
- My Lai 1968 für Violine, 2003
- Traiectus für zehn Musiker, 2003–04
- Aer für Orchester, 2003–04
- Ichos, 2004
- Altus für 15 Musiker, 2004–05
- Erga für neun Musiker, 2006
- Ventus für acht Flöten und ein verstärktes Cello, 2007
- To Ergo Telmatothike für Orchester, 2007–09
- Ruins, Celloquartett, 2008
- Ico für sechs Perkussionisten, 2008–09
- Irons für Saxophonquartett, verstärktes Kontrafagott, sechs Perkussionisten, verstärkte Streicher und Elektronik, 2009–10
- Antanaklassi für Saxophonoktett, 2010–11
- Cluster Bomb Unit für Elektrogitarre und verstärkte Viola, 2011
- Kerato I and II für Siren Organ und Elektronik, 2011–12
- Um allein zu kämpfen für Bassklarinette und Elektronik, 2012
- The June 2nd Movement für verstärkte Viola, Saxophone, Gitarre, Cembalo, Klavier und Elektronik, 2012–13
- Predator Drone MQ-1, 2013

## Weblink
- Homepage von Wolf Edwards